# Pauselijke Javeriana Universiteit
De Pauselijke Javeriana Universiteit (Spaans: Pontificia Universidad Javeriana) is een private onderzoeksuniversiteit, gevestigd in Bogota, Colombia. De universiteit werd opgericht in 1623 en is een van de oudste, meest traditionele en prestigieuste universiteiten van Colombia. De universiteit wordt geleid door Jezuïeten en heeft twee campussen; een hoofdcampus in Bogota en een kleinere campus in Cali.
In de QS World University Rankings van 2020 staat de Pauselijke Javeriana Universiteit wereldwijd op een 468ste plaats, waarmee het de 16e Latijns-Amerikaanse en 4e Colombiaanse universiteit op de ranglijst is.
- Bibliothèque nationale de France: cb12185311z (data)
- Catàleg d'autoritats de noms i títols de Catalunya: 981058514145506706
- International Standard Name Identifier: 0000 0001 1033 6040
- Library of Congress Control Number: n81037147
- MusicBrainz: 4912bdbc-a6a0-437b-a970-c1ac75f58ea9
- Nationale Bibliotheek van Tsjechië: ko2009297715
- Nationale Bibliotheek van Israël: 987007312465305171
- Système universitaire de documentation: 030438772
- Virtual International Authority File: 127438691